# マリー・フォア反射
マリー・フォア反射（英: Marie-Foix reflex）とは、脊髄を反射弓とする脊髄反射のひとつであり、正常時には現れない病的反射である。錐体路障害を示唆するものとして信頼度が高い。バビンスキー反射の変法のひとつである。
ピエール・マリー（Pierre Marie）とシャルル・フォア（Charles Foix）によって発見された。
マリー・フォア反射が現れる、つまりマリー・フォア反射陽性のことをマリー・フォア徴候とも言う。

## 反射の概要
- 足趾を握って強く底屈する。
- 下肢全体が屈曲する。